# Кейльсон, Макс

Антифашистский плакат, созданный Максом Кейльсоном в сотрудничестве с Максом Гебхардом. 1932. Лёг в основу символа современных антифа — красного и чёрного флагов с надписью «Антифашистское действие» (Antifaschistische Aktion)

Макс Ке́йльсон (нем. Max Keilson; 7 сентября 1900, Галле — 9 ноября 1953, Берлин) — немецкий художник-график и журналист.

## Биография
Кейльсон выучился на художника-декоратора, позднее учился в городской школе художественных ремёсел в Берлине. С 1924 года занимался графикой и литературной деятельностью. В 1919 году вступил в Независимую социал-демократическую партию Германии, в 1920 году — в Коммунистическую партию Германии. С 1926 года возглавлял центральную мастерскую наглядно-изобразительной пропаганды КПГ. В 1928 году стал одним из соучредителей Ассоциации революционных мастеров изобразительного искусства Германии и был избран её управляющим. Вёл обучение в Марксистской рабочей школе (MASCH).
После прихода к власти национал-социалистов Кейльсон был арестован. После освобождения эмигрировал в Прагу, далее переехал в Париж и в конце концов перебрался в СССР. В СССР представлял Германию в секретариате МБРХ. Во время Второй мировой войны Кейльсон работал редактором радиостанции «Свободная Германия». 
В июне 1945 года вернулся в Берлин. В 1946 году получил назначение главным редактором газеты «Форвертс» и был избран первым председателем Союза немецкой прессы. В 1949 году Кейльсон был назначен руководителем пресс-отдела министерства иностранных дел ГДР. С 1950 года руководил в МИД ГДР отделом СССР.
В 1927 году Макс Кейльсон женился на коммунистке Грете Шнате. Похоронен в Мемориале социалистов на Центральном кладбище Фридрихсфельде.